# My Monster In Law - Mẹ Chồng Chàng Dâu
My Monster In Law (letteralmente "Il mio mostro in legge") è una webserie vietnamita a tematica omosessuale pubblicata dal 12 maggio al 31 agosto 2017, per un totale di 31 episodi, su YouTube.

## Trama
Hùng Cường-Bá Đô e Jackie-Duy Lâm sono una coppia omosessuale che sta parlando, assieme ai loro colleghi, del successo del film "My Monster In Law", opera ispirata alla madre di Hùng/suocera di Jackie. Proprio nel preciso momento in cui quest'ultimo si rammarica del fatto che Bà Ái-Thuỵ Mười, la suocera, non sia potuta venire alla festa lei fa la sua comparsa in scena.
Sei mesi prima Bà è a casa in trepida attesa del ritorno del figlio, dopo un lungo periodo passato negli Stati Uniti d'America, assieme a sua moglie (della quale ha scoperto l'esistenza, casualmente, solo da poco). Insieme alla figlia Thuỳ Dương-Kiều Ngân si interrogano su come possa essere questa donna ma Hùng, una volta arrivato, gli presenta Jackie, un uomo (nonostante sia un uomo, essendo il passivo della coppia, verrà chiamato per tutta la serie moglie e non marito). La reazione della madre è di sconcerto viste le sue aspettative e la propria ignoranza sull'omosessualità del figlio e per questo motivo tenta, goffamente, di menarlo con una scopa. Successivamente, per colpevolizzare il figlio al fine di farli separare, imbastisce un falso e molto breve sciopero della fame.
Visto che lo sciopero non ha sortito alcun effetto e dopo la minaccia del figlio che se ne sarebbe tornato, insieme a Jackie, di nuovo in America a causa del suo comportamento lei desiste dal farli lasciare ma richiede che Jackie firmi un contratto, della durata di 3 mesi, nel quale gli si chiede di adempiere a ogni suo ordine. Quest'ultimo accetta e lei decide di sfruttarlo per farli fare le faccende di casa (anche sovraccaricandolo inutilmente di lavoro).
Dopo il burrascoso approccio iniziale Bà Ái si ammorbidisce e sviluppa una miglior considerazione nei confronti di Jackie mentre la storia si andrv a concentrarsi sugli amori, le gelosie, il lavoro e le incomprensioni dei protagonisti fin quando Jackie non scoprirà, improvvisamente, che il padre di Hùng non è morto quando costui era piccolo, come gli aveva raccontato Bà Ái, ma che, in realtà, aveva lasciato Bà Ái, decenni prima, per un'altra donna. Tentando di contattarlo scopre, attraverso un suo figlio che ha avuto nel secondo matrimonio, che è morto da 2 settimane. Avendo promesso a Bà Ái di mantenere il segreto non dice niente a Hùng ma quest'ultimo viene comunque a saperlo causando uno sconquasso in famiglia. Dopo qualche tempo, e tutti i chiarimenti del caso, la famiglia è più solida che mai con Thuỳ che ha trovato un nuovo marito e Hùng e Jackie felicemente insieme con tanto di Bà Ái che sembra, ormai, aver totalmente accettato i loro rapporti.

## Personaggi
- Hùng Cường-Bá Đô, interpretato da Bá Đô Hoàng
Vietnamita, figlio di Bà, che è stato per diversi anni negli Stati Uniti d'America dove si è laureato. Lì ha incontrato Jackie con il quale si è sposato.
- Jackie-Duy Lâm, interpretato da Đoàn Huỳnh Duy Lâm
Americano sposato con Hùng. Essendo di madre lingua inglese non parla molto bene il vietnamita.
- Bà Ái-Thuỵ Mười, interpretata da Thuy Muoi Nguyen
Madre di Hùng e suocera di Jackie. È molto ricca e dimostra una certa durezza nell'imporre le regole  in casa.
- Thuỳ Dương-Kiều Ngân, interpretata da Huynh Diep Kieu Ngan
Sorella di Hùng.